# Polskie Towarzystwo Gerontologiczne
Polskie Towarzystwo Gerontologiczne (PTG) (również: ang. Polish Society of Gerontology) – ogólnopolska organizacja pozarządowa zrzeszająca gerontologów, geriatrów i inne osoby, które zawodowo lub naukowo związane są z problematyką procesów starzenia się i starości.
Organizacja założona w 1973 roku z inicjatywy Jerzego Piotrowskiego, jej pierwszego prezesa. Funkcje przewodniczących Zarządu Głównego pełnili w kolejnych latach również: Zofia Kuratowska, Wojciech Pędich, Andrzej Tymowski i Barbara Bień. Od 2017 roku prezesem PTG jest Katarzyna Wieczorowska-Tobis.
Członkowie PTG reprezentują różnorodne grupy zawodowe i społeczne m.in. z zakresu medycyny, socjologii, polityki społecznej, pielęgniarstwa, ekonomii, demografii, pracy socjalnej, psychologii.
Polskie Towarzystwo Gerontologiczne posiada oddziały w Gdańsku, Katowicach, Krakowie, Lublinie, Łodzi, Warszawie, Białymstoku, Poznaniu, Szczecinie, Wrocławiu i Kielcach. Istnieją dwie sekcje Towarzystwa: Sekcja Rehabilitacji oraz Sekcja Gerontologii Doświadczalnej.
PTG zajmuje się prowadzeniem badań naukowych, organizacją zjazdów i konferencji naukowych, sympozjów i kursów szkoleniowych, konkursów naukowych oraz reprezentuje polską gerontologię w towarzystwach międzynarodowych - wszyscy członkowie organizacji są jednocześnie członkami Międzynarodowego Towarzystwa Gerontologicznego i Geriatrycznego.
Od 1995 roku towarzystwo publikuje kwartalnik naukowy "Gerontologia Polska".

## Władze
Zarząd Główny:
- Przewodnicząca ZG PTG prof. dr hab. med. Katarzyna Wieczorowska-Tobis
- Honorowy Prezes prof. dr hab. med. Wojciech Pędich
- Wiceprzewodnicząca prof. UJ dr hab. Anna Skalska
- Wiceprzewodnicząca dr hab. Beata Bugajska
- Sekretarz ZG PTG dr Krzysztof Sawiński
- Skarbnik ZG PTG dr Agnieszka Neumann-Podczaska
- Członek ZG PTG prof. dr hab. med. Kornelia Kędziora-Kornatowska
- Członek ZG PTG dr hab. Mariusz Wysokiński
- Członek ZG PTG dr hab. Małgorzata Mossakowska
- Członek ZG PTG dr Janina Kokoszka-Paszkot

Komisja rewizyjna:
- Przewodniczący prof. dr hab. Piotr Błędowski – przewodniczący
- Członkowie: dr Łukasz Jurek, dr Małgorzata Kaczmarczyk, dr Rafał Iwański, dr Anna Szafranek

## Oddziały i sekcje
Oddziały PTG:
- Prof. dr hab. Anna Skrzek – Oddział Dolnośląski
- Dr med. Jerzy Foerster – Oddział Gdański
- Dr Maria Zrałek – Oddział Katowicki
- Dr hab. med. Katarzyna Szczerbińska – Oddział Krakowski
- Prof. dr hab. Marta Muszalik  – Oddział Kujawski
- Dr Joanna Hoffmann-Aulich – Oddział Lubuski
- Prof. dr hab. Krzysztof Marczewski  – Oddział Lubelski
- Dr Anna Gutowska – Oddział Łódzki
- Dr Alicja Cicha Mikołajczyk  – Oddział Mazowiecki
- Dr hab. med. Zyta Beata Wojszel – Oddział Podlaski
- Dr n. biol. Dorota Talarska  – Oddział Poznański
- Dr Marta Giezek – Oddział Szczeciński
- Dr Dorota Kozieł – Oddział Świętokrzyski

Sekcje PTG:
- Sekcja Gerontologii Doświadczalnej
- Sekcja Rehabilitacji